# Joseph Moerenhout
Pour les articles homonymes, voir Moerenhout.
Joseph Moerenhout, dit Jef Moerenhout, né le 10 mars 1910 à Lede et mort le 27 mars 1966 à Tielt, est un coureur cycliste belge. Professionnel de 1932 à 1946, il a notamment remporté le Tour de Belgique en 1935.

## Palmarès
- 1931
  - 3e du championnat de Belgique juniors
- 1933
  - 3e du Grand Prix de Grammont
- 1934
  - 2e étape du Tour de Belgique
  - 4e étape du Circuit de l'Ouest
  - 3e du Grand Prix de l'Escaut
  - 3e du Circuit de l'Ouest
  - 3e de Liège-Bastogne-Liège
- 1935
  - Tour de Belgique :
    - Classement général
    - 3e et 6e étapes

  - 3e du Circuit du Morbihan
  - 3e du Circuit du Port de Dunkerque
- 1936
  - 1re étape du Derby du Nord
- 1939
  - 2e du Grand Prix de la ville de Zottegem
- 1942
  - 3e de À travers Paris
  - 3e du Grand Prix de Wallonie
- 1944
  - Circuit de Belgique :
    - Classement général
    - 1re et 4e étapes

  - 3e Tour des Flandres
  - 3e du Circuit des régions flamandes
- 1945
  - Grand Prix de la Famenne
  - Grote Prijs Dr. Eugeen Roggeman
  - 2e de À travers Paris
  - 3e de Liège-Bastogne-Liège
  - 3e du Tour des Flandres
- 1946
  - 2e de Tielt-Anvers-Tielt

## Résultats sur les grands tours

### Tour de France
- 1933 : éliminé (8e étape)
- 1935 : abandon (7e étape)